# Мрії
Мрії (англ. Daydreams) — американська короткометражна кінокомедія 1922 року з Бастером Кітоном в головній ролі.

## Сюжет
Герой Бастера пробує себе в самих різних професіях, від помічника ветеринара до актора, і в одній з майстерно поставлених сцен тікає від цілого натовпу нью-йоркських поліцейських.

## У ролях
- Бастер Кітон — хлопець
- Рене Адоре — дівчина
- Едвард Ф. Клайн — директор театра
- Джо Кітон — батько дівчини
- Джо Робертс — мер